# グロスターチーズ
グロスターチーズ（Gloucester cheese）は、伝統的な無殺菌セミハードタイプのチーズで、16世紀頃からイングランドのグロスタシャーで作られている。16世紀に一度ほぼ絶滅しかけたグロスター牛の乳から作られる。
グロスターチーズには無脂肪乳に少量の全乳を混ぜて作るシングルグロスターと全乳のみで作るダブルグロスターの2種類ある。

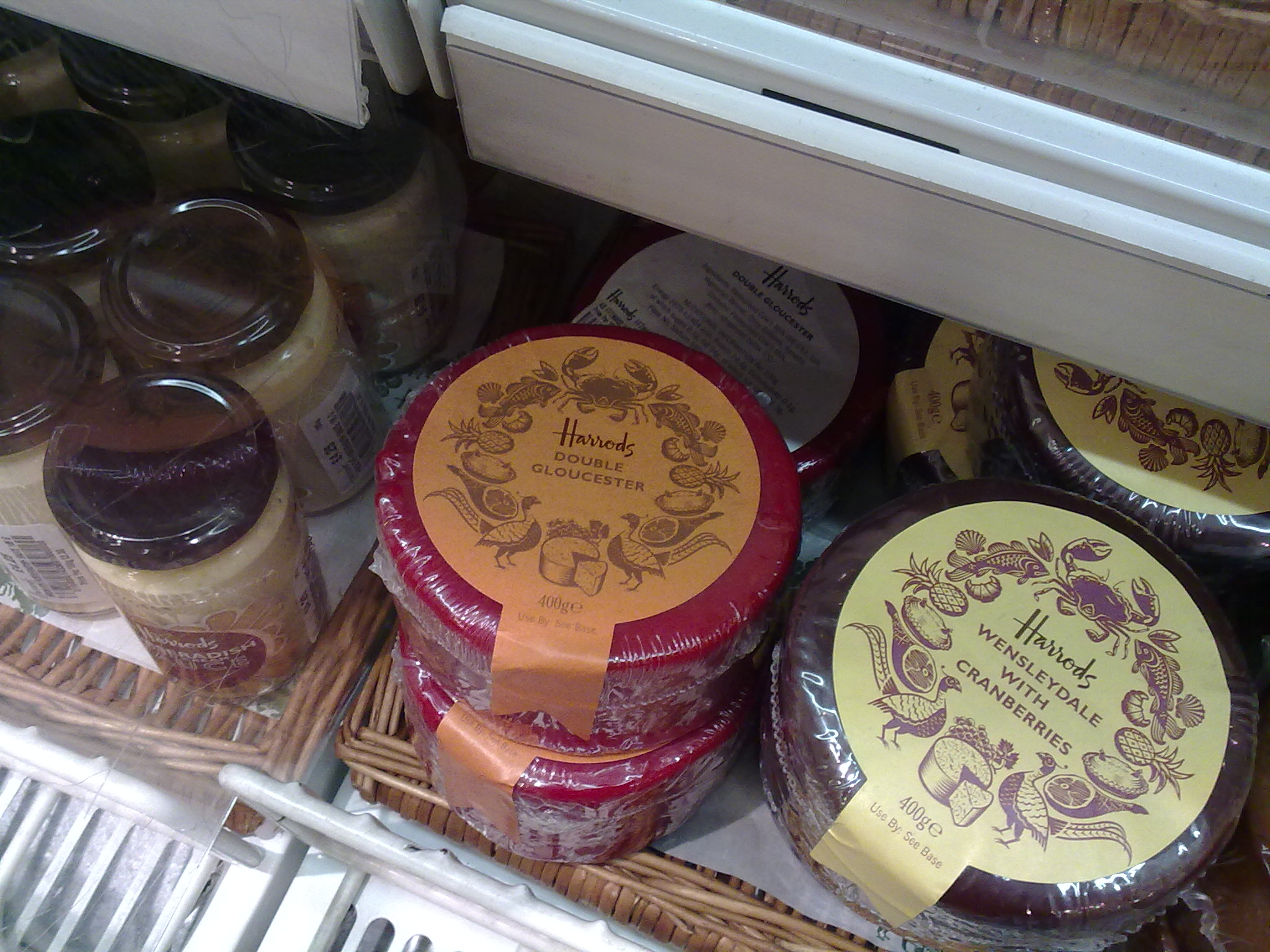
ハロッズのダブルグロスター

どちらのタイプも天然の皮と固い食感を持つが、シングルグロスターはより砕けやすく、脂肪が少なくて食感が軽い。ダブルグロスターはシングルグロスターよりも長く熟成され、より強くて良い風味である。また若干固い。どちらのタイプも丸い形に整形されるが、ダブルグロスターの方が大きい。伝統的に、ダブルグロスターはチェダーチーズやチェシャーチーズにも質が勝るとされ、国外にも輸出されるが、シングルグロスターは国内で消費される傾向にある。
コッツウォールドチーズは、上の画像のようにダブルグロスターにチャイブと春タマネギを混ぜて作られる。
ハンツマンチーズは、ダブルグロスターとスティルトンチーズを交互に重ね合わせて作られる。

## チーズ転がし祭り
ダブルグロスターは、毎春にチーズ転がし祭りで用いられることでも知られる。